# Jehanne d'Orliac
Jehanne d'Orliac (25 de mayo de 1883-26 de agosto de 1974) fue una escritora, dramaturga y poeta francesa de Amboise.

## Vida
d'Orliac nació en Compiègne en 1883, con un padre militar, y se desplazó durante su infancia, estableciéndose en Nueva Caledonia en 1894. Cuatro años después, la familia regresó a Francia. Descubrió su amor por la historia y comenzó a escribir. A los 22 años, su obra François Villon se representó en París y tuvo una buena acogida. En 1906 volvió a representarse en el Théâtre de l'Athénée. En 1907 estrenó su obra Joujou tragique, la cual despierto un mayor interés.
En 1909, Guillaume Apollinaire le rindió un homenaje escribiendo: "Usted tiene un talento muy claro y despreocupado, por el que le felicito declarándome su admirador". También recibió la influencia de Étienne François de Choiseul.
En 1934 escribió una biografía de la duquesa francesa del siglo XV, Yolande d'Anjou, que resultó importante porque utilizó fuentes que se perdieron durante la Segunda Guerra Mundial.
En 1938 se mudó a Touraine, donde dio conferencias sobre Pierre de Ronsard, Louis Claude de Saint-Martin, los reyes de Sicilia y la campaña de Juana de Arco.
Murió el 26 de agosto de 1974, y sus propias obras fueron concedidas al Conseil général d'Indre-et-Loire el 30 de abril de 1976.

## Obras seleccionadas
- François Villon, 1905
- Joujou tragique, 1907
- Lady Chatterly's Second Husband, 1935[8]